# جواو كارلوس هايدمان
جواو كارلوس هايدمان (بالبرتغالية: João Carlos Heidemann‏) هو لاعب كرة قدم برازيلي في مركز حراسة المرمى، ولد في 6 أبريل 1988 في Paranavaí ‏ في البرازيل. شارك مع منتخب البرازيل تحت 17 سنة لكرة القدم. أما مع النوادي، فقد لعب مع أتلتيكو باراناينسي وأتلتيكو غويانيينسي ونادي بوا إيسبورت ونادي بونتي بريتا ونادي فورتاليزا.

## وصلات خارجية
- جواو كارلوس هايدمان على موقع قاعدة بيانات كرة القدم.إي يو (الإنجليزية)
- جواو كارلوس هايدمان على موقع Soccerway.com (الإنجليزية)
- جواو كارلوس هايدمان على موقع عالم كرة القدم.نت (الإنجليزية)